# Lia Borré
Lia Borré (autres formes de son nom : Lya Borré, Lya Borée, Lia Borree ou Lia Borrée) fut une actrice du cinéma muet allemand morte en janvier 1920 de la grippe (en même temps que l'actrice Gilda Langer).

## Filmographie sélective
- Im Feuer der Schiffskanonen (1915)
- Homunculus (1916)
- Das Bacchanal des Todes (1917)
- Der Mann im Monde (1918)
- Nerven (1919)
- Der Knabe Eros (1920)